# Tom i Jerry (pel·lícula de 2021)
Tom i Jerry (Tom & Jerry) és una pel·lícula estatunidenca del 2021 d'animació per ordinador i live-action. És una comèdia slapstick basada en els personatges creats per William Hanna i Joseph Barbera. Es va estrenar el 26 de febrer del 2021 als Estats Units i el 26 de març doblada al català.
El film va ser generalment mal rebut per la crítica, tot i que va recaptar més de 77 milions de dòlars i va ser el setè film més taquiller del 2021.

## Actors i creadors
La pel·lícula està dirigida per Tim Story i escrita per Kevin Costello. És protagonitzada per Chloë Grace Moretz, Michael Peña, Colin Jost, Rob Delaney i Ken Jeong en papers d'acció real, amb Nicky Jam, Bobby Cannavale i Lil Rel Howery en papers de veu. Els personatges principals tenen la veu de William Hanna, Mel Blanc i June Foray a través d'enregistraments de arxiu, juntament amb Frank Welker, Kaiji Tang i André Sogliuzzo, tot i que figuren com ells mateixos en els crèdits.

## Argument
En Jerry s'ha instal·lat al millor hotel de Nova York, que prepara un casament molt important, i hi fa sabotatges que posen en perill l'acte. Mentrestant, la Kayla, la planificadora de la gala, decideix contractar en Tom perquè atrapi el ratolí.